# 11079 Міцунорі
11079 Міцунорі (11079 Mitsunori) — астероїд головного поясу, відкритий 13 січня 1993 року.
Тіссеранів параметр щодо Юпітера — 3,332.